# Lype atnia
Lype atnia är en nattsländeart som beskrevs av Malicky och Chantaramongkol 1993. Lype atnia ingår i släktet Lype och familjen tunnelnattsländor. Inga underarter finns listade i Catalogue of Life.